# عبد الله آل حيدر
عبد الله فيصل آل حيدر (مواليد 25 أغسطس 1984) هو لاعب كرة قدم سعودي سابق و مدرب كرة قدم حالي.

## المسيرة الاحترافية
لعب سابقاً مع نادي نجران وصعد معه للدوري الممتاز موسم 2006-2007 كما لعب مع نادي الحزم ونادي الأخدود.

## المسيرة التدريبية
درب نادي حبونا ونادي نجران.

## وصلات خارجية
عبد الله آل حيدر على موقع Soccerway.com (الإنجليزية)

٢